# 임시 야전병원
《임시 야전병원》(프랑스어: L'Ambulance improvisée, 영어: The Improvised Field Hospital) 또는 《샤이 여관에서의 사고 이후의 모네》(영어: Monet after His Accident at the Inn of Chailly)는 프랑스 화가 프레데리크 바지유가 1865년에 제작한 유화 작품이다. 이 그림은 1865년 여름, 다리를 다친 모네가 퐁텐블로 숲 바로 외곽에 위치한 작은 마을인 샤이앙비에르에 있는 한 여관의 침대 위에서 회복 중인 모습을 묘사하고 있다. 이 작품은 1986년부터 파리의 오르세 미술관에 소장되어 있다.
오르세 미술관은 이 그림에 대해 다음과 같이 설명한다. “바지유는 쿠르베의 사실주의와 초기 인상주의 사이에 위치한 화가로, 현장의 모든 세부 사항을 정확하게 재현했다. 흐트러진 침대 위에 있는 모네의 정강이에는 빨갛고 부은 상처가 분명하게 보이며, 그의 얼굴에서는 움직일 수 없는 상황에 대한 낙담이 드러난다. 이 친밀한 장면은 두 사람 사이의 깊은 우정을 보여준다.”